# Bensjö
Bensjö is een plaats in de gemeente Bräcke in het landschap Jämtland en de provincie Jämtlands län in Zweden. De plaats heeft 60 inwoners (2005) en een oppervlakte van 19 hectare. De plaats ligt vlak bij het meer Bensjön. De spoorweg tussen Ånge en Östersund loopt door de plaats en de Europese weg 14 loopt net ten noordoosten van de plaats.